# ダロン・アセモグル
カメール・ダロン・アセモグル（Kamer Daron Acemoğlu、1967年9月3日 - ）は、トルコとアメリカに国籍を持つ新制度派経済学の経済学者。マサチューセッツ工科大学研究所教授を務めている。名字のトルコ語読みはアジェムオール／アジェモール。
2022年12月現在、研究論文において過去10年の間に世界で最も論文が引用された経済学者である。Google Scholarによると、2023年1月時点で、彼の作品（共著を含む）は20万回以上引用されている。 
彼はフォーリン・ポリシーの2010年の「トップ100グローバルシンカー」リストで88位に選ばれ、「自由は市場以上のものであることを示した」と評価された。アセモグルはProspect Magazineの読者によって2024年の世界最高の思想家に選ばれた。2024年にサイモン・ジョンソン、ジェームズ・A・ロビンソンとともにノーベル経済学賞を受賞した。

## 経歴
アルメニア人の両親からイスタンブールで生を受ける。1986年にイスタンブールのガラタサライ高校を卒業、1989年にヨーク大学で学士、1992年にロンドン・スクール・オブ・エコノミクス (LSE) から数理経済学と計量経済学の博士号を得る。1992年から1993年まではロンドン・スクール・オブ・エコノミクス(LSE)講師、1993年からはマサチューセッツ工科大学に在籍している。
アセモグルは、ジョエル・モキル（Joel Mokyr)、ケネス・ソコロフ(Kenneth Sokoloff)、ダグラス・ノース、シーモア・M・リプセット、バリントン・ムーアの影響を受けた、新制度派経済学の研究者である。

## 研究業績と主張
2022年12月現在、過去10年の間に世界で最も論文が引用された経済学者である。経済学の従来の対象にとどまらず、政治、歴史、文化、テクノロジーといった、挑戦的かつ画期的な分野に取り組んでいる。具体的な研究分野は、政治経済学、開発経済学、人的資本論、経済成長論、経済格差、イノベーションの経済学、サーチ理論、ネットワーク理論など多岐にわたり、近年では特に、社会の発展の政治・経済・社会的な要因、各国の政治制度の発達メカニズム、テクノロジーが経済成長や分配に与える影響を重点的に研究している。
2023年に出版された『技術革新と不平等の1000年史』（原著題『Power and Progress: Our Thousand- Year Struggle Over Technology and Prosperity』）は、技術の歴史的発展と技術の社会的および政治的影響に関するサイモン・ジョンソンとの共著である。この本は、新しい機械と技術と賃金の関係、技術を社会善に応用する方法、人工知能をめぐる熱狂の理由、という3つの疑問を扱っている。
『技術革新と不平等の1000年史』は、技術は必ずしも社会善をもたらすわけではなく、その恩恵はごく限られたエリートのみが享受できると主張する。人工知能（AI）に対してはかなり批判的な見解を示しており、人工知能が雇用や賃金、民主主義に多大な悪影響を及ぼすと強調している。
アセモグルとジョンソンは、社会的利益のために新技術をどう活用できるかについての将来像も示している。つまり、革新主義時代がモデルになると考えられている。また、（1）市場のインセンティブ、（2）ビッグテックの解体、（3）税制改革、（4）労働者への投資、（5）プライバシー保護とデータ所有権、（6）デジタル広告税など、技術の方向転換のための政策立案についても議論している。
- 民主主義
  - 民主主義体制が生まれる様子を考察している。既存の支配層である富裕階級に対して、労働者階級が革命可能であるほど力を持っている時であるとし、そのパワーバランスが既存の支配層に対する脅威となって、民主主義体制に移行してきたと説明している[24]。
    - “A Theory of Political Transitions” with James A. Robinson, American Economic Review, 2001.
    - Economic Origins of Dictatorship and Democracy with James A. Robinson, Cambridge University Press, 2006
    - “Coalition Formation in Non-democracies,” Review of Economic Studies, 2008

  - 民主主義は経済成長をもたらすことを実証・理論的に明らかにしている[25]。
    - “Income and Democracy” with Simon Johnson and James A. Robinson, American Economic Review, 2008.
    - "Democracy Does Cause Growth" with Suresh Naidu, Pascual Restrepo, James A. Robinson, Journal of Political Economy, 2019

- 経済成長
  - 高い技術を促進するような技術進歩がいかに生じたかを考察している。[独自研究?]
    - “Directed Technical Change,” Review of Economic Studies, 2002.
- 自動化
  - 自動化が人間が旧来行ってきた仕事（タスク）をどのように変化させるかを研究しており、旧来の労働経済学の理論モデルでは正当化が難しかった、自動化による賃金と雇用の低下を理論化し、実証も行った[26]。
    - "The race between man and machine: Implications of technology for growth, factor shares, and employment" with Pascual Restrepo, American Economic Review, 2018
    - "Automation and New Tasks: How Technology Displaces and Reinstates Labor" with Pascual Restrepo, Journal of Economic Perspectives, 2019
    - "Robots and Jobs: Evidence from US Labor Markets" with Pascual Restrepo, Journal of Political Economy, 2020

## 著書

### 単著
- Introduction To Modern Economic Growth, Princeton University Press, 2009年

### 共著
- Why Nations Fail: The Origins of Power, Prosperity, and Poverty, ジェームズ・A・ロビンソンと共著, Crown Publishers, 2012年
  - 邦訳：『国家はなぜ衰退するのか:権力・繁栄・貧困の起源』上・下、鬼澤忍 訳、稲葉振一郎 解説、早川書房、2013年
- Economic Origins of Dictatorship and Democracy, with James A. Robinson, Cambridge University Press, 2006年
- 『世界は、考える』ジョセフ・E・スティグリッツや黒田東彦らと共著、野中邦子 訳、土曜社、2013年
- Principles of Economics, with David Laibson and John List, Pearson New York, 2014年
  - 『アセモグル/レイブソン/リスト マクロ経済学』、岩本千晴 訳、東洋経済新報社、2019年
  - 『アセモグル/レイブソン/リスト ミクロ経済学』、岩本千晴 訳、東洋経済新報社、2020年
  - 『アセモグル/レイブソン/リスト 入門経済学』、岩本千晴 訳、東洋経済新報社、2020年
- The Narrow Corridor: States, Societies, and the Fate of Liberty, with James A. Robinson. Penguin Press. 2019年
  - 『自由の命運──国家、社会、そして狭い回廊』、櫻井祐子 訳、早川書房、2020年
- Power and Progress: Our Thousand-Year Struggle Over Technology and Prosperity'', サイモン・ジョンソンと共著. New York: PublicAffairs.. 2023年
  - 『技術革新と不平等の1000年史（上・下）』、鬼澤忍・塩原通緒 訳、早川書房、2023年

### 編著
- Recent Developments in Growth Theory, Vol. 1: Empirical Patterns ,Edward Elgar Publishing, 2004年
- Recent developments in Growth Theory, Vol. 2: Theory ,Edward Elgar Publishing, 2004年

## 受賞歴
- 2004年 シカゴ大学シュルツ賞

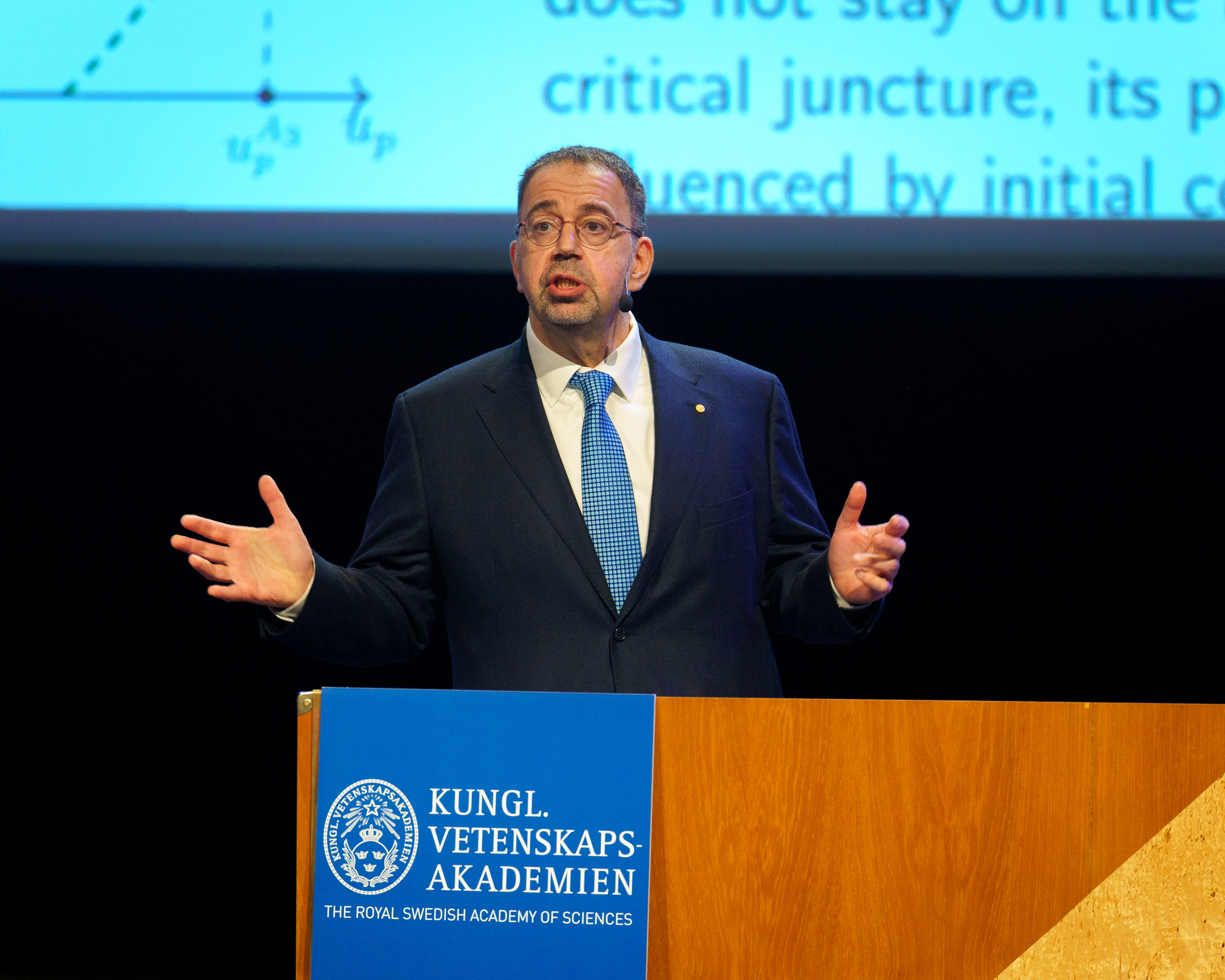
2024年ストックホルムのノーベルウィークで講演するアセモグル

- 2004年 米国労働経済学会シャーウィン・ローゼン賞
- 2005年 米国経済学会ジョン・ベイツ・クラーク賞
- 2007年 ハンガリーライク・ラズロ・カレッジジョン・フォン・ノイマン賞
- 2012年 アーウィン・プレイン・ネンマーズ経済学賞
- 2012年 ガラタサライ賞
- 2022年 クラリベイト引用栄誉賞
- 2013年 カディル・ハス優秀業績賞
- 2013年 大統領文化・芸術グランプリ（社会科学部門）
- 2024年 ノーベル経済学賞

＊いずれもAcemoğlu, K(amer) Daron - VKVの記事による。